# صلاة التراويح

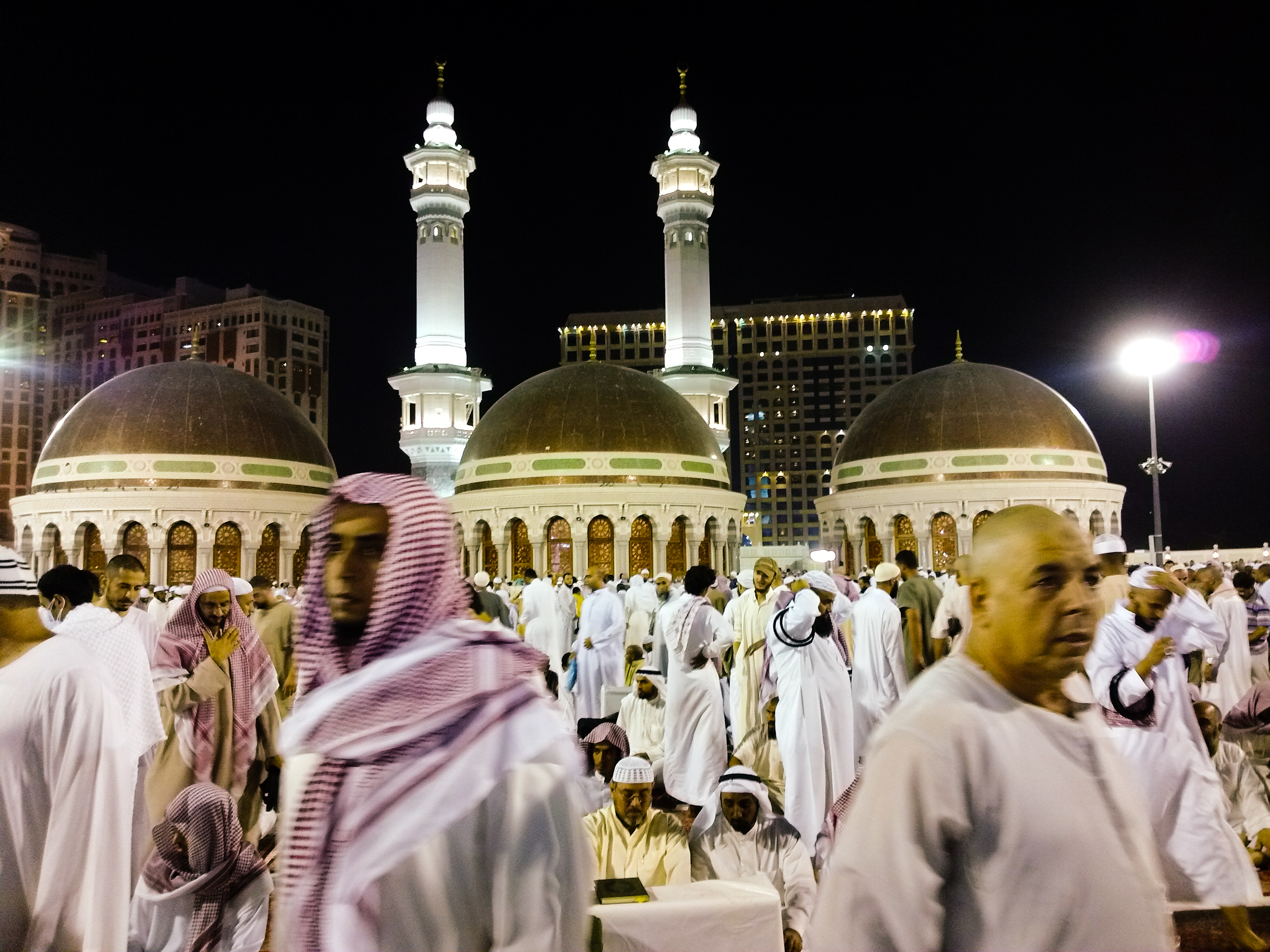
صلاة التراويح في الحرم المكي

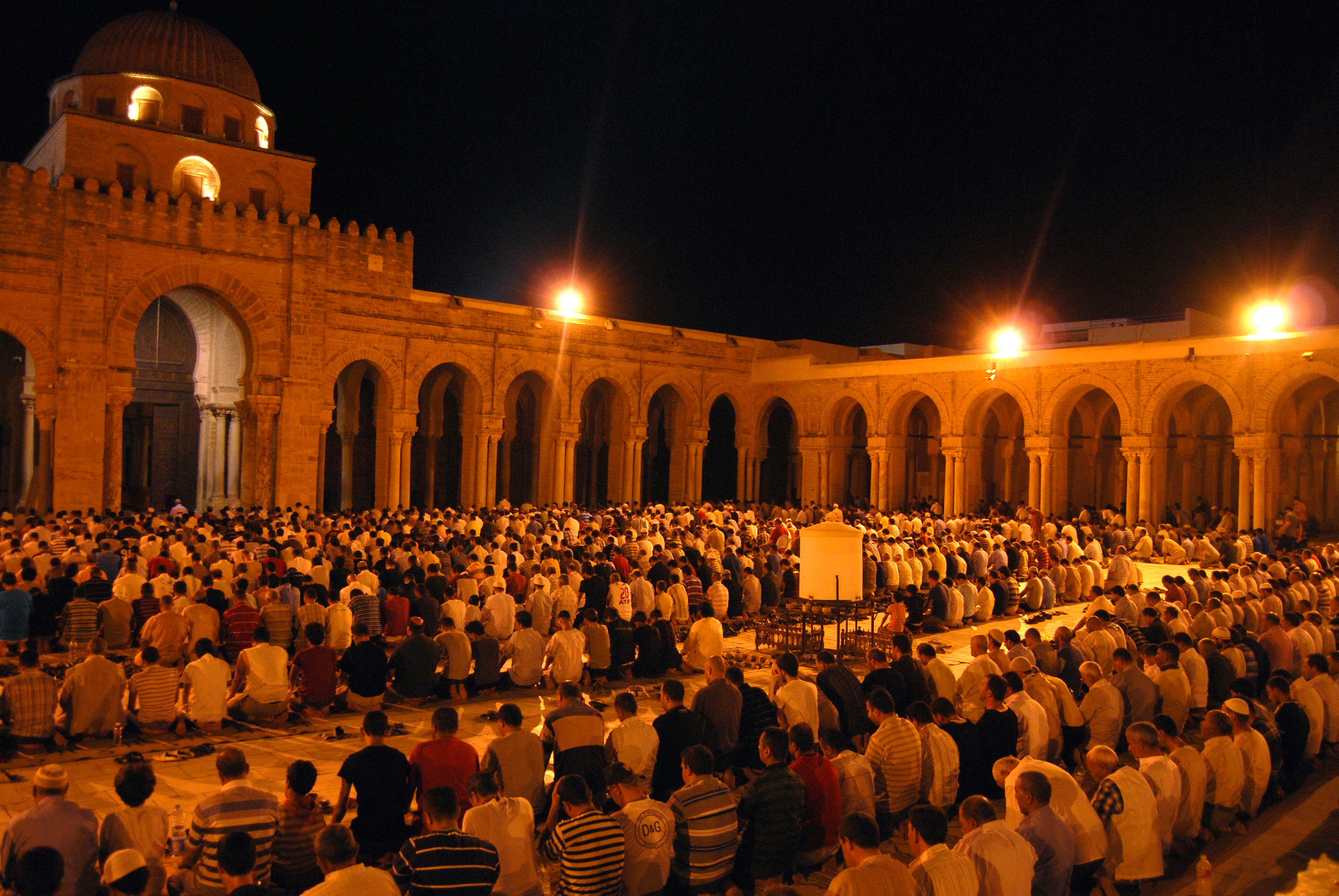
صلاة التراويح في الجامع الكبير في القيروان. رمضان 2012

صَلَاةُ التَّرَاوِيح أو صلاة القيام في رمضان هي صلاة في الإسلام، وحكمها سنة مؤكدة للرجال والنساء تؤدى في كل ليلة من ليالي شهر رمضان بعد صلاة العشاء ويستمر وقتها إلى قبيل الفجر،  وقد حث النبي محمد ﷺ على قيام رمضان فقال «من قام رمضان إيماناً واحتساباً غفر له ما تقدم من ذنبه». وقد صلاها رسول الله ﷺ في جماعة ثم ترك الاجتماع عليها مخافة أن تفرض على أمته، كما ذكرت ذلك عنه أم المؤمنين عائشة.

## اسمها
هي الصلاة التي تصلى جماعة في ليالي رمضان، والتراويح جمع ترويحة، سميت بذلك لأنهم كانوا أول ما اجتمعوا عليها يستريحون بين كل تسليمتين، كما قال الحافظ ابن حجر، وتعرف كذلك بقيام رمضان.

## حكمها

### عند أهل السنة
قيام رمضان في جماعة مشروع سنَّه رسول الله ولم يداوم عليه خشية أن يفرض، «عن عائشة أنَّ رَسولَ اللَّهِ ﷺ خَرَجَ لَيْلَةً مِن جَوْفِ اللَّيْلِ، فَصَلَّى في المَسْجِدِ، وصَلَّى رِجَالٌ بصَلَاتِهِ، فأصْبَحَ النَّاسُ فَتَحَدَّثُوا، فَاجْتَمع أكْثَرُ منهمْ فَصَلَّى فَصَلَّوْا معهُ، فأصْبَحَ النَّاسُ فَتَحَدَّثُوا، فَكَثُرَ أهْلُ المَسْجِدِ مِنَ اللَّيْلَةِ الثَّالِثَةِ، فَخَرَجَ رَسولُ اللَّهِ صَلَّى اللهُ عليه وسلَّمَ فَصَلَّى فَصَلَّوْا بصَلَاتِهِ، فَلَمَّا كَانَتِ اللَّيْلَةُ الرَّابِعَةُ عَجَزَ المَسْجِدُ عن أهْلِهِ، حتَّى خَرَجَ لِصَلَاةِ الصُّبْحِ، فَلَمَّا قَضَى الفَجْرَ أقْبَلَ علَى النَّاسِ، فَتَشَهَّدَ، ثُمَّ قَالَ: أمَّا بَعْدُ، فإنَّه لَمْ يَخْفَ عَلَيَّ مَكَانُكُمْ، ولَكِنِّي خَشِيتُ أنْ تُفْتَرَضَ علَيْكُم، فَتَعْجِزُوا عَنْهَا، فَتُوُفِّيَ رَسولُ اللَّهِ صَلَّى اللهُ عليه وسلَّمَ والأمْرُ علَى ذلكَ».
ولما مات النبي محمد ﷺ وأٌمن فرضها أحيا هذه السنة عمر، فقد أخرج البخاري في صحيحه عن عبد الرحمن بن عبد القاري أنه قال: «خرجت مع عمر بن الخطاب ليلةً في رمضان إلى المسجد فإذا الناس أوزاع متفرقون يصلي الرجل لنفسه، ويصلي الرجل فيصلي بصلاته الرَّهط، فقال عمر: إني أرى لو جمعت هؤلاء على قارئ واحد لكان أمثل، ثم عزم فجمعهم على أٌبي بن كعب، ثم خرجت معه ليلة أخرى، والناس يصلون بصلاة قارئهم، قال عمر: نعم البدعة هذه، والتي ينامون عنها أفضل من التي يقومون ـ يريد آخر الليل ـ وكان الناس يقومون أوله».
قلت: مراد عمر بالبدعة هنا البدعة اللغوية، وإلا فهي سنة سنها الرسول وأحياها عمر الذي أٌمرنا بالتمسك بسنته: «عليكم بسنتي وسنة الخلفاء الراشدين المهديين من بعدي عضوا عليها بالنواجذ».
وعن عروة بن الزبير أن عمر جمع الناس على قيام شهر رمضان، الرجال على أبي بن كعب، والنساء على سليمان بن أبي حثمة. وروي أن الذي كان يصلي بالنساء تميم الداري. وعن عرفجة الثقفي قال: «كان علي بن أبي طالب يأمر الناس بقيام رمضان ويجعل للرجال إماماً وللنساء، فكنت أنا إمام النساء». وعن أبي هريرة قال: «كان النبي يرغب في قيام رمضان من غير أن يأمرهم بعزيمة».
وذكر الإمام القحطاني المالكي في منظومته حيث قال:
لقد حث النبي محمد وحث على قيام رمضان ورغب فهي ولم يعزم، وما فتئ السلف الصالح يحافظون عليها، وقد قرن بين الصيام والقيام، فعن أبي هريرة قال: سمعت رسول الله يقول لرمضان: «من قامه إيماناً واحتساباً غفر له ما تقدم من ذنبه». وفي رواية في الصحيح كذلك عنه: «من قام رمضان إيماناً واحتساباً غفر له ما تقدم من ذنبه». وزاد النسائي في رواية له: «وما تأخر» كما قال الحافظ في الفتح.
قال الحافظ ابن حجر: ظاهره يتناول الصغائر والكبائر، وبه جزم ابن المنذر. وقال النووي: المعروف أنه يختص بالصغائر، وبه جزم إمام الحرمين وعزاه عياض لأهل السنة، قال بعضهم: ويجوز أن يخفف من الكبائر إذا لم يصادف صغيرة.

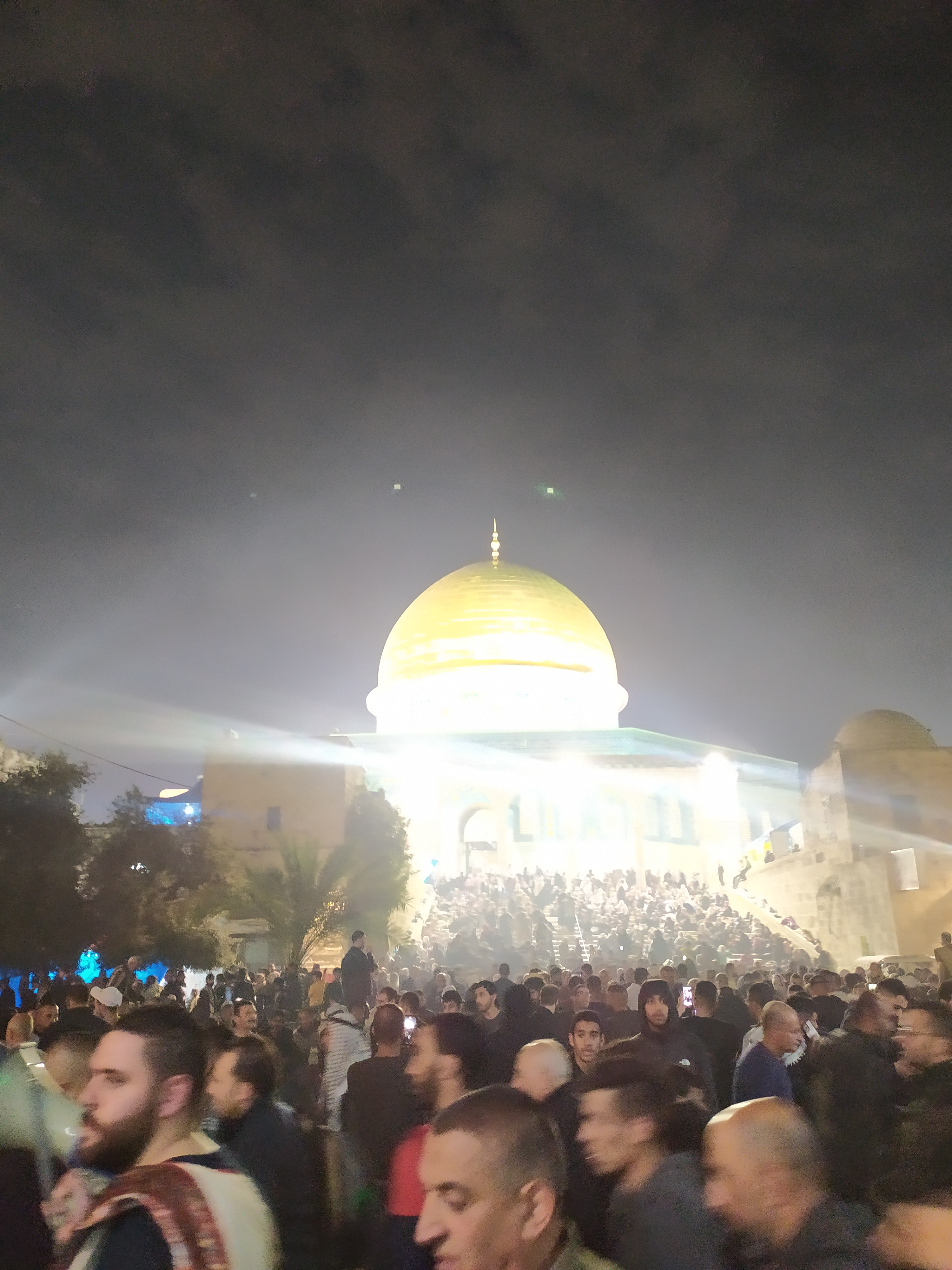
قبة الصخرة المشرفة في القدس، خروج المصلين عقب صلاة التراويح في شهر رمضان المبارك

إلى أن قال: وقد ورد في غفران ما تقدم وما تأخر من الذنوب عدة أحاديث جمعتها في كتاب مفرد، وقد استشكلت هذه الزيادة من حيث أن المغفرة تستدعي سبق شيء يغفر والمتأخر من الذنوب لم يأت فكيف يغفر؟ والجواب عن ذلك يأتي في قوله حكاية عن الله عز وجل أنه قال في أهل بدر: «عملوا ما شئتم فقد غفرت لكم»، ومحصل الجواب: أنه قيل إنه كناية عن حفظهم من الكبائر فلا تقع منهم كبيرة بعد ذلك. وقيل إن معناه أن ذنوبهم تقع مغفورة.
وفعلها في آخر الليل أفضل من فعلها في أوله لمن تيسر لهم، واتفقوا عليه، لقول عمـر: «والتي ينامون عنها أفضل من التي يقومون».
وقال الشافعي، كما روى عنه الزعفراني: «رأيت الناس يقومون بالمدينة بتسع وثلاثين، وبمكة بثلاث وعشرين، وليس في شيء من ذلك ضيق».
وقال أيضاً: «إن أطالوا القيام وأقلوا السجود فحسن وإن أكثروا السجود وأخفوا القراءة فحسن، والأول أحب إلي».

### عند الشيعة
تعتقد الشيعة بأن صلاة التراويح كانت بدعة وسنة من الخليفة عمر هو الذي جمع الناس على إمام واحد ولم يشرعها النبي ولم يسنها.كما قالها بنفسه بأنها ليست من تشريع النبي بل هي بدعة ابتدعها إلا أنه وصفها أنها بدعة حسنة. ويعتقدون بأن النبي كان قد نهى عنها كما رواه البخاري: «حدثنا عبد الأعلى بن حماد قال حدثنا... أن رسول الله ﷺ اتخذ حجرة قال: حسبت إنه قال من حصير في رمضان فصلى فيها ليالي، فصلى بصلاته ناس من أصحابه فلما علم بهم جعل يقعد، فخرج إليهم فقال قد عرفت الذي رأيت من صنيعكم، فصلوا أيها الناس في بيوتكم، فإن أفضل الصلاة المرء في بيته إلا المكتوبة.» واتفقوا تبعاً لأئمّتهم أهل البيت على أنّ نوافل شهر رمضان تقام فرادى.بتضافر رواياتهم حول هذه الصلاة كما روى الشيخ الطوسي عن أبي عبد اللّه، قال: سألته عن الصلاة في رمضان في المساجد؟ قال: «لمّا قدم علي بن أبي طالب الكوفة أمر الحسن بن علي أن ينادي في الناس: «لا صلاة في شهر رمضان في المساجد جماعة»

## هيئتها

### ركعاتها
لم يثبت في حديث النبي محمد ﷺ شيء عن عدد ركعات صلاة التراويح، إلا أنه ثبت من فعله أنه صلاها إحدى عشرة ركعة كما بينت ذلك أم المؤمنين عائشة  حين سُئلت عن كيفية صلاة الرسول في رمضان، فقالت: «ما كان رسول الله يزيد في رمضان ولا في غيره على إحدى عشرة ركعة، يصلي أربعًا، فلا تسأل عن حسنهن وطولهن، ثم يصلي أربعًا، فلا تسأل عن حسنهن وطولهن، ثم يصلي ثلاثاً» متفق عليه، ولكن هذا الفعل منه لا يدل على وجوب هذا العدد، فتجوز الزيادة، فقد قال شيخ الإسلام ابن تيمية: له أن يصلي عشرين ركعة، كما هو مشهور من مذهب أحمد والشافعي، وله أن يصلي ستا وثلاثين، كما هو مذهب مالك، وله أن يصلي إحدى عشرة ركعة، وثلاث عشرة ركعة.
ثم استمر المسلمون، بعد ذلك يصلون صلاة التراويح كما صلاها الرسول، وكانوا يصلونها كيفما اتفق لهم، فهذا يصلي بجمع، وذاك يصلي بمفرده، حتى جمعهم عمر بن الخطاب على إمام واحد يصلي بهم التراويح، وكان ذلك أول اجتماع الناس على قارئ واحد في رمضان.
أحصى الحافظ ابن حجر في الفتح الأقوال في ذلك مع ذكر الأدلة، وهي:
- إحدى عشرة ركعة مع الوتر بثلاث ركعات.
- ثلاث عشرة ركعة مع الوتر بثلاث ركعات.
- إحدى وعشرون ركعة مع الوتر بثلاث ركعات.
- ثلاث وعشرون ركعة مع الوتر بثلاث ركعات. (مثل ما هو الحال في الحرمين الشريفين)
- تسع وثلاثون ركعة مع الوتر بثلاث ركعات.
- إحدى وأربعون ركعة مع الوتر بثلاث ركعات.
- تسع وأربعون ركعة مع الوتر بثلاث ركعات.

وصلاة التراويح في ليالي رمضان سنة مؤكدة؛ لحديث عائشة  أنها قالت: «صلى رسول الله في المسجد، فصلى بصلاته ناس كثير، ثم صلى من القابلة؛ فكثروا، ثم اجتمعوا من الليلة الثالثة فلم يخرج إليهم. فلما أصبح قال: "قد رأيت صنيعكم، فما يمنعني من الخروج إليكم إلا أني خشيت أن تفرض عليكم"، وذلك في رمضان» (متفق عليه).
وفي بعض البلاد الإسلامية تقليد في استراحة بين ركعات القيام تلقى موعظة وتذكرة على المصلين ليتفقهوا في أمور دينهم وتذكرة من باب وذكر فإن الذكرى تنفع المؤمنين وصلاة التراويح ترقى بروحانيات المؤمن وتغيظ الشيطان وحزبه.

### ما يقرأ فيها
لم تحد القراءة فيها بحد، وكان السلف الصالح يطيلون فيها واستحب أهل العلم أن يختم القرآن في قيام رمضان ليسمع الناس كل القرآن في شهر القرآن، وكره البعض الزيادة على ذلك إلا إذا تواطأ جماعة على ذلك فلا بأس به.
فقد روى مالك في الموطأ عن عبد الرحمن الأعرج أنه قال: « سمعت أبي يقول: كنا ننصرف في رمضان من القيام فنستعجل الخدم بالسحور مخافة الفجر».
وروى مالك أيضاً عن السائب بن يزيد قال: « أمر عمر بن الخطاب أبي بن كعب وتميماً الداري أن يقوما للناس وكان القارئ يقرأ بالمائتين حتى كنا نعتمد على العصا من طول القيام، وما كنا ننصرف إلا في فروع الفجر».
وروى البيهقي بإسناده عن أبي عثمان الهندي قال: « دعا عمر بن الخطاب بثلاثة قراء فاستقرأهم فأمر أسرعهم قراءة أن يقرأ للناس ثلاثين آية، وأمر أوسطهم أن يقرأ خمساً وعشرين آية، وأمر أبطأهم أن يقرأ عشرين آية».
وقال ابن قدامة: قال أحمد: يقرأ بالقوم في شهر رمضان ما يخف على الناس، ولا يشق عليهم، ولا سيما في الليالي القصار. والأمر على ما يحتمله الناس، وقال القاضي أبو يعلى: (لا يستحب النقصان عن ختمة في الشهر ليسمع الناس جميع القرآن ولا يزيد على ختمة، كراهية المشقة على من خلفه والتقدير بحال الناس أولى).
وقال ابن عبد البر: «والقراءة في قيام شهر رمضان بعشر من الآيات الطوال، ويزيد في الآيات القصار، ويقرأ السور على نسق المصحف».

### القيام في جماعة أم في البيت
إذا أقيمت صلاة التراويح في جماعة في المساجد، فقد ذهب أهل العلم في ذلك مذاهب:
- القيام مع الناس أفضل، وهذا مذهب الجمهور، لفعل عمر، ولحرص المسلمين على ذلك طول العصور.
- القيام في البيوت أفضل، وهو رواية عن مالك وأبي يوسف وبعض الشافعية، لقوله: «أفضل صلاة المرء في بيته إلا المكتوبة».21
- المسألة تختلف باختلاف الأشخاص، فمن كان حافظاً للقرآن ذا همة على القيم منفرداً ولا تختل الصلاة في المسجد بتخلفه فصلاته في الجماعة والبيت سواء، أما إذا اختل شرط من هذه الشروط فصلاته مع الجماعة أفضل.

## أجر من صلاها مع الإمام
إن أجر من يصلي صلاة التراويح حتى ينصرف الإمام في رمضان ليس هناك حد لعدد ركعات القيام في رمضان، فللمرء أن يقيمه بما شاء، سواء كانت صلاته في جماعة أو في بيته، ولكن يستحب لمن يصلي مع جماعة المسلمين أن ينصرف مع الإمام ويوتر معه، لحديث أبي ذر يرفعه إلى النبي: «إن القوم إذا صلوا مع الإمام حتى ينصرف كتب لهم قيام تلك الليلة».22
قال أبو داود: «سمعت أحمد يقول: يعجبني أن يصلي مع الإمام ويوتر معه، قال: وكان أحمد يقوم مع الناس ويوتر معهم».

### من فاته صلاة العشاء
إذا دخل الإنسان المسجد ووجد الناس قد فرغوا من صلاة العشاء وشرعوا في القيام، صلى العشاء أولاً منفرداً أومع جماعة وله أن يدخل مع الإمام بنية العشاء فإذا سلم الإمام قام وأتم صلاته، واختلاف لا يؤثر، لصنيع معاذ وأقره الرسول حيث كان يصلي العشاء مع الرسول ويأتي فيصلي بأهل قباء العشاء حيث تكون له هذه الصلاة نافلة، وليس له أن يشرع في التراويح وهو لم يصل العشاء.

### القنوت
ذهب أهل العلم في القنوت في الوتر مذاهب هي:
- يستحب أن يقنت في كل رمضان، وهو مذهب عدد من الصحابة وبه قال مالك ووجه للشافعية.
- يستحب أن يقنت في النصف الآخر من رمضان، المشهور من مذهب الشافعي.
- لا قنوت في الوتر، لا في رمضان ولا في غيره.
- عدم المداومة على ذلك، بحيث يقنت ويترك.
- عند النوازل وغيرها، متفق عليه.

قال ابن القيم: «ولم يصح عن النبي في قنوت الوتر قبل ـ أي الركوع ـ أو بعده شيء».
وقال الخلال: أخبرني محمد بن يحيى الكحال أنه قال لأبي عبد الله في القنوت في الوتر؟ فقال: ليس يروى فيه عن النبي شيء، ولكن كان عمر يقنت من السنة إلى السنة.
إلى أن قال: «والقنوت في الوتر محفوظ عن عمر وابن مسعود والرواية عنهم أصح من القنوت في الفجر، والرواية عن النبي في قنوت الفجر أصح من الرواية في قنوت الوتر، والله أعلم».23
أصح ما ورد في القنوت في الوتر ما رواه أهل السنن عن الحسن قال: علمني رسول الله كلمات أقولهن في الوتر: «اللهم اهدني فيمن هديت، وعافني فيمن عافيت، وتولني فيمن توليت، وبارك فيما أعطيت، وقني شر ما قضيت، إنك تقضي ولا يقضى عليك، إنه لا يذل من واليت ولا يعز من عاديت تباركت ربنا وتعاليت».
وروي عن علي أن رسول الله كان يقول في آخر وتره: «اللهم إني أعوذ برضاك من سخطك، وبمعافاتك من عقوبتك، وأعوذ بك منك، لا أحصي ثناءً عليك أنت كما أثنيت على نفسك».
وله أن يقنت بما شاء من الأدعية المأثورة وغيرها وأن يجهر ويؤمن من خلفه وأن يرفع يديه، لكن ينبغي أن يحذر التطويل والسجع والتفصيل وعليه أن يكتفي بالدعوات الجامعة لخيري الدنيا والآخرة، وليحذر الاعتداء في الدعاء.